# Holenice
Holenice település Csehországban, Semilyi járásban. Holenice Veselá, Rovensko pod Troskami, Lomnice nad Popelkou, Libuň és Kněžnice településekkel határos. Lakosainak száma 99 fő (2024. január 1.).

## Népesség
A település lakosságának változását az alábbi diagram mutatja:
| Lakosok száma | 373  | 407  | 308  | 207  | 134  | 83   | 94   | 90   | 94   | 99   |
|               | 1869 | 1890 | 1921 | 1950 | 1980 | 2001 | 2017 | 2019 | 2022 | 2024 |